# Седачов Валерій Валентинович
Валерій Валентинович Седачов (1945, Пенза) — радянський футболіст, який грав на позиції півзахисника. Відомий за виступами у складі низки команд другого та третього дивізіону радянського футболу.

## Клубна кар'єра
Валерій Седачов народився у Пензі, та є вихованцем місцевої футбольної школи. У команді майстрів дебютував у 1964 році в пензенській команді класу «Б» «Труд», в якій виступав протягом двох сезонів. У 1966 році став гравцем команди вищого дивізіону радянського футболу «Крила Рад» з Куйбишева, проте практично увесь час грав за дублюючий склад команди. У 1967 році Седачова призвали на строкову службу до Радянської Армії, яку він проходив спочатку в армійській команді з Куйбишева СКА, яка грала на аматорському рівні, а пізніше грав за дублюючий склад московського ЦСКА. На початку 1968 року футболіст перейшов до складу команди другої групи класу «А», на той час другого дивізіону радянського футболу, «Зірка» з Рязані, в якій грав до кінця року.
На початку 1969 року Валерій Седачов став гравцем іншої команди другої групи класу «А» «Таврія» з Сімферополя, у складі якої спочатку був одним із основних гравців, проте потім втратив місце в основі, та грав у сімферопольській команді до початку сезону 1970 року, після чого став гравцем команди «Зірка» з Кіровоград, в якій до 1973 року зіграв у другій лізі 83 матчі. У кінці 1973 року повернувся до сімферопольської команди, проте вже не був основним гравцем у команді, яка того року виграла груповий турнір другої ліги, та путівку до першої ліги, а у зв'язку з тим, що він покинув кіровоградський клуб, він не зумів отримати титул володаря Кубка УРСР, який цього року здобула «Зірка». Після закінчення сезону 1973 року Валерій Седачов завершив виступи на футбольних полях.